# 국제 어두운 밤하늘 협회
국제 어두운 밤하늘 협회(The International Dark-Sky Association (IDA))는 1988년 미국의 비영리 단체이며 야외조명의 빛공해에서 어두운 밤하늘 환경을 보호하는 것이 목표이다.

## 국제 어두운 밤하늘 보호공원
국제 어두운 밤하늘 협회(IDA)에서는 미래세대와 목표를 실천하기 위해 전세계 곳곳에 어두운 하늘 공원을 지정하였다. 대한민국의 영양 반딧불이 공원은 아시아 최초로 밤하늘 보호공원으로 지정되었다.
- 내추럴 브릿지(Natural Bridges National Monument), 미국 유타주 2006 인증
- 체리스프링스 주립공원(Cherry Springs State Park) 미국 펜실베이니아, 2008 인증
- 갤러웨이 삼림공원 , 영국 스코틀랜드, 2009 인증
- Zselic National Landscape Protection Area, 헝가리, 2009
- 클레이튼 호수 주립 공원Clayton Lake State Park, 미국 뉴멕시코주, 2010
- 골든데일 전망대 주립 공원 (Goldendale Observatory State Park), 미국 워싱턴, 2010
- 호르토바지 국립공원(Hortobágy National Park), 헝가리 2011
- 헤드 랜드(The Headlands), 미국 미시간, 2011
- 전망대 공원(Observatory Park), 미국 오하이오, 2011
- 빅 밴드 국립공원(Big Bend National Park), 미국 텍사스, 2012
- 죽음의 계곡 국립공원(Death Valley National Park), 미국 캘리포니아, 2013
- 챠코 문화 국립 공원(Chaco Culture National Historical Park), 미국 뉴 맥시코 , 2013
- 노들랜드 국립공원 (Northumberland National Park), 영국 잉글랜드, 2013
- 펠 국립 공원 (Eifel National Park), 독일 2014
- 블루 브릿지와 전망대 스타공원(Mayland Community College Blue Ridge Observatory and Star Park), 미국 2014
- 그랜드 캐년 Parashant 기념물 (Grand Canyon-Parashant National Monument), 미국, 2014
- Hovenweep 국립공원 (Hovenweep National Monument), 미국, 유타 와 콜로라도 , 2014
- 코퍼 브릭스 주립공원Copper Breaks State Park, 미국 텍사스, 2014
- 엔 찬티드 락 주립 자연 지역 (Enchanted Rock State Natural Area), 미국 텍사스, 2014
- 영양 반딧불이 공원 (Yeongyang Firefly Eco Park) , 대한민국 경상북도 영양군 2015[1]
- 엘런 벨리 (Elan Valley Estate), 영국 웨일즈, 2015
- 메이요 국제 어두운 하늘 공원 (Mayo International Dark Sky Park), 아일랜드 메이요 주, 2016
- Warrumbungle 국립 공원 (Warrumbungle National Park), 호주 뉴사우스웨일스주, 2016
- Craters of the Moon National Monument and Preserve, 미국 아이다호, 2017[2]

## 같이 보기
- 별하늘 찾기 운동
- 밤하늘 보호구역
- 광공해
- 천문학회 목록